# Mistrovství světa ve fotbale 2014 (soupisky)
Soupisky na Mistrovství světa ve fotbale 2014, které se hrálo v Brazílii.
| Zlato              | Stříbro              | Bronz                 |
| ------------------ | -------------------- | --------------------- |
| Německo • Soupiska | Argentina • Soupiska | Nizozemsko • Soupiska |

## Skupina A

### Brazílie
Hlavní trenér:  Luiz Felipe Scolari

| Jméno          | Datum narození    | Klub                     |          |
| Brankáři       | Brankáři          | Brankáři                 | Brankáři |
| -------------- | ----------------- | ------------------------ | -------- |
| Jefferson      | 2. ledna 1983     | Botafogo FR              |          |
| Júlio César    | 3. září 1979      | Toronto FC               |          |
| Victor         | 21. ledna 1983    | CA Mineiro               |          |
| Obránci        |                   |                          |          |
| Dani Alves     | 6. května 1983    | FC Barcelona             |          |
| Thiago Silva - | 22. září 1984     | Paris Saint-Germain FC   |          |
| David Luiz     | 12. dubna 1987    | Paris Saint-Germain FC   |          |
| Marcelo        | 18. května 1988   | Real Madrid              |          |
| Dante          | 27. října 1983    | FC Bayern Mnichov        |          |
| Maxwell        | 26. srpna 1981    | Paris Saint-Germain FC   |          |
| Henrique       | 14. října 1986    | SSC Neapol               |          |
| Maicon         | 26. července 1981 | AS Řím                   |          |
| Záložníci      |                   |                          |          |
| Fernandinho    | 4. května 1985    | Manchester City FC       |          |
| Paulinho       | 25. července 1988 | Tottenham Hotspur FC     |          |
| Oscar          | 9. září 1991      | Chelsea FC               |          |
| Ramires        | 24. března 1987   | Chelsea FC               |          |
| Luiz Gustavo   | 23. července 1987 | VfL Wolfsburg            |          |
| Hernanes       | 29. května 1985   | FC Inter Milán           |          |
| Willian        | 9. srpna 1988     | Chelsea FC               |          |
| Útočníci       |                   |                          |          |
| Hulk           | 25. července 1986 | FK Zenit Sankt-Petěrburg |          |
| Fred           | 3. října 1983     | Fluminense FC            |          |
| Neymar         | 5. února 1992     | FC Barcelona             |          |
| Bernard        | 8. září 1992      | FK Šachtar Doněck        |          |
| Jô             | 20. března 1987   | CA Mineiro               |          |

### Chorvatsko
Hlavní trenér:  Niko Kovač

| Jméno                    | Datum narození     | Klub                 |          |
| Brankáři                 | Brankáři           | Brankáři             | Brankáři |
| ------------------------ | ------------------ | -------------------- | -------- |
| Stipe Pletikosa          | 8. leden 1979      | FK Rostov            |          |
| Oliver Zelenika          | 14. května 1993    | NK Lokomotiva Zagreb |          |
| Danijel Subašić          | 27. října 1984     | AS Monaco FC         |          |
| Obránci                  |                    |                      |          |
| Šime Vrsaljko            | 10. leden 1992     | Janov CFC            |          |
| Danijel Pranjić          | 2. prosince 1981   | Panathinaikos Athény |          |
| Vedran Ćorluka           | 5. února 1986      | FK Lokomotiv Moskva  |          |
| Dejan Lovren             | 5. července 1989   | Southampton FC       |          |
| Darijo Srna -            | 1. května 1982     | FK Šachtar Doněck    |          |
| Gordon Schildenfeld      | 18. března 1985    | Panathinaikos Athény |          |
| Domagoj Vida             | 29. dubna 1989     | FK Dynamo Kyjev      |          |
| Záložníci                |                    |                      |          |
| Ivan Perišić             | 2. února 1989      | VfL Wolfsburg        |          |
| Ivan Rakitić             | 10. března 1988    | Sevilla FC           |          |
| Ognjen Vukojević         | 20. prosince 1983  | FK Dynamo Kyjev      |          |
| Luka Modrić              | 9. září 1985       | Real Madrid          |          |
| Marcelo Brozović         | 16. listopadu 1992 | GNK Dinamo Záhřeb    |          |
| Milan Badelj             | 25. února 1989     | Hamburger SV         |          |
| Jorge Cruz Campos Sammir | 23. dubna 1987     | Getafe CF            |          |
| Mateo Kovačić            | 6. května 1994     | FC Inter Milán       |          |
| Útočníci                 |                    |                      |          |
| Nikica Jelavić           | 27. srpna 1985     | Hull City AFC        |          |
| Ante Rebić               | 21. září 1993      | ACF Fiorentina       |          |
| Mario Mandžukić          | 21. května 1986    | FC Bayern Mnichov    |          |
| Ivica Olić               | 14. září 1979      | VfL Wolfsburg        |          |
| Eduardo da Silva         | 25. února 1983     | FK Šachtar Doněck    |          |

### Mexiko
Hlavní trenér:  Miguel Herrera

| Jméno                      | Datum narození    | Klub                 |          |
| Brankáři                   | Brankáři          | Brankáři             | Brankáři |
| -------------------------- | ----------------- | -------------------- | -------- |
| José de Jesús Corona       | 26. ledna 1981    | Cruz Azul            |          |
| Alfredo Talavera           | 18. září 1982     | Deportivo Toluca FC  |          |
| Guillermo Ochoa            | 13. července 1985 | AC Ajaccio           |          |
| Obránci                    |                   |                      |          |
| Francisco Javier Rodríguez | 20. října 1981    | Club América         |          |
| Carlos Salcido             | 2. dubna 1980     | Tigres UANL          |          |
| Rafael Márquez -           | 13. února 1979    | Club León            |          |
| Diego Reyes                | 19. září 1992     | FC Porto             |          |
| Miguel Layún               | 25. června 1988   | Club América         |          |
| Héctor Moreno              | 17. ledna 1988    | RCD Espanyol         |          |
| Miguel Ponce               | 12. dubna 1989    | Deportivo Toluca FC  |          |
| Andrés Guardado            | 28. září 1986     | Bayer 04 Leverkusen  |          |
| Paul Aguilar               | 6. března 1986    | Club América         |          |
| Záložníci                  |                   |                      |          |
| Héctor Herrera             | 19. dubna 1990    | FC Porto             |          |
| Marco Fabián               | 26. července 1989 | Cruz Azul            |          |
| Isaac Brizuela             | 28. srpna 1990    | Deportivo Toluca FC  |          |
| Javier Aquino              | 11. února 1990    | Villarreal CF        |          |
| Carlos Peña                | 29. března 1990   | Club León            |          |
| José Juan Vázquez          | 14. března 1988   | Club León            |          |
| Útočníci                   |                   |                      |          |
| Raúl Jiménez               | 5. května 1991    | Club América         |          |
| Giovani dos Santos         | 11. května 1989   | Villarreal CF        |          |
| Alan Pulido                | 8. března 1991    | Tigres UANL          |          |
| Javier Hernández           | 1. června 1988    | Manchester United FC |          |
| Oribe Peralta              | 12. ledna 1984    | Santos Laguna        |          |

### Kamerun
Hlavní trenér:  Volker Finke

| Jméno                    | Datum narození     | Klub                     |          |
| Brankáři                 | Brankáři           | Brankáři                 | Brankáři |
| ------------------------ | ------------------ | ------------------------ | -------- |
| Loic Feudjou             | 14. dubna 1992     | Coton Sport FC de Garoua |          |
| Charles Itandje          | 2. listopadu 1982  | Konyaspor                |          |
| Sammy N'Djock            | 25. února 1990     | Fethiyespor              |          |
| Obránci                  |                    |                          |          |
| Benoît Assou-Ekotto      | 24. března 1984    | Queens Park Rangers FC   |          |
| Nicolas Nkoulou          | 27. března 1990    | Olympique Marseille      |          |
| Cédric Djeugoué          | 28. srpna 1992     | Coton Sport FC de Garoua |          |
| Dany Nounkeu             | 11. dubna 1986     | Beşiktaş JK              |          |
| Henri Bedimo             | 4. června 1984     | Olympique Lyon           |          |
| Aurélien Chedjou         | 20. června 1985    | Galatasaray SK           |          |
| Allan Nyom               | 10. května 1988    | Granada CF               |          |
| Záložníci                |                    |                          |          |
| Alexandre Song           | 9. září 1987       | FC Barcelona             |          |
| Landry N'Guémo           | 28. listopadu 1985 | FC Girondins de Bordeaux |          |
| Jean Makoun              | 29. května 1983    | Stade Rennais FC         |          |
| Stéphane Mbia            | 20. května 1986    | Sevilla FC               |          |
| Eyong Enoh               | 23. března 1986    | Antalyaspor              |          |
| Edgar Salli              | 17. srpna 1992     | RC Lens                  |          |
| Joël Matip               | 8. srpna 1991      | FC Schalke 04            |          |
| Útočníci                 |                    |                          |          |
| Benjamin Moukandjo       | 12. listopadu 1988 | FC Nantes                |          |
| Samuel Eto'o -           | 10. března 1981    | Chelsea FC               |          |
| Vincent Aboubakar        | 22. ledna 1992     | FC Lorient               |          |
| Eric Maxim Choupo-Moting | 23. března 1989    | 1. FSV Mainz 05          |          |
| Pierre Webó              | 20. ledna 1982     | Fenerbahçe SK            |          |
| Fabrice Olinga           | 12. května 1996    | SV Zulte-Waregem         |          |

## Skupina B

### Španělsko
Hlavní trenér:  Vicente del Bosque

| Jméno                   | Datum narození     | Klub                 |          |
| Brankáři                | Brankáři           | Brankáři             | Brankáři |
| ----------------------- | ------------------ | -------------------- | -------- |
| Iker Casillas -         | 20. května 1981    | Real Madrid          |          |
| David de Gea            | 7. listopadu 1990  | Manchester United FC |          |
| Pepe Reina              | 31. srpna 1982     | SSC Neapol           |          |
| Obránci                 |                    |                      |          |
| Raúl Albiol             | 4. září 1985       | SSC Neapol           |          |
| Gerard Piqué            | 2. února 1987      | FC Barcelona         |          |
| Juanfran                | 9. ledna 1985      | Atlético Madrid      |          |
| Sergio Ramos            | 30. března 1986    | Real Madrid          |          |
| Jordi Alba              | 21. března 1989    | FC Barcelona         |          |
| César Azpilicueta       | 28. srpna 1989     | Chelsea FC           |          |
| Záložníci               |                    |                      |          |
| Javi Martínez           | 2. září 1988       | FC Bayern Mnichov    |          |
| Andrés Iniesta          | 11. května 1984    | FC Barcelona         |          |
| Xavi                    | 25. ledna 1980     | FC Barcelona         |          |
| Cesc Fàbregas           | 4. května 1987     | Chelsea FC           |          |
| Xabi Alonso             | 25. listopadu 1981 | Real Madrid          |          |
| Sergio Busquets         | 16. července 1988  | FC Barcelona         |          |
| Koke                    | 8. ledna 1992      | Atlético Madrid      |          |
| Santi Cazorla           | 13. prosince 1984  | Arsenal FC           |          |
| David Silva             | 8. ledna 1986      | Manchester City FC   |          |
| Útočníci                |                    |                      |          |
| David Villa             | 3. prosince 1981   | Melbourne City FC    |          |
| Fernando Torres         | 20. března 1984    | Chelsea FC           |          |
| Pedro Rodríguez Ledesma | 28. července 1987  | FC Barcelona         |          |
| Juan Manuel Mata        | 28. dubna 1988     | Manchester United FC |          |
| Diego Costa             | 7. října 1988      | Atlético Madrid      |          |

### Nizozemsko
Hlavní trenér:  Louis van Gaal

| Jméno               | Datum narození     | Klub                 |          |
| Brankáři            | Brankáři           | Brankáři             | Brankáři |
| ------------------- | ------------------ | -------------------- | -------- |
| Jasper Cillessen    | 22. dubna 1989     | AFC Ajax             |          |
| Michel Vorm         | 20. října 1983     | Swansea City AFC     |          |
| Tim Krul            | 3. dubna 1988      | Newcastle United FC  |          |
| Obránci             |                    |                      |          |
| Ron Vlaar           | 16. února 1985     | Aston Villa FC       |          |
| Stefan de Vrij      | 5. února 1992      | Feyenoord            |          |
| Bruno Martins Indi  | 8. února 1992      | Feyenoord            |          |
| Daley Blind         | 9. března 1990     | AFC Ajax             |          |
| Daryl Janmaat       | 22. července 1989  | Feyenoord            |          |
| Paul Verhaegh       | 1. září 1983       | FC Augsburg          |          |
| Joël Veltman        | 15. ledna 1992     | AFC Ajax             |          |
| Terence Kongolo     | 14. února 1994     | Feyenoord            |          |
| Záložníci           |                    |                      |          |
| Jonathan de Guzmán  | 13. září 1987      | Swansea City AFC     |          |
| Nigel de Jong       | 30. listopadu 1984 | AC Milán             |          |
| Wesley Sneijder     | 9. června 1984     | Galatasaray SK       |          |
| Jordy Clasie        | 27. června 1991    | Feyenoord            |          |
| Leroy Fer           | 5. ledna 1990      | Norwich City FC      |          |
| Georginio Wijnaldum | 11. listopadu 1990 | PSV Eindhoven        |          |
| Útočníci            |                    |                      |          |
| Robin van Persie -  | 6. srpna 1983      | Manchester United FC |          |
| Arjen Robben        | 23. ledna 1984     | FC Bayern Mnichov    |          |
| Dirk Kuijt          | 22. července 1980  | Fenerbahçe SK        |          |
| Jeremain Lens       | 24. listopadu 1987 | FK Dynamo Kyjev      |          |
| Klaas-Jan Huntelaar | 12. srpna 1983     | FC Schalke 04        |          |
| Memphis Depay       | 13. února 1994     | PSV Eindhoven        |          |

### Chile
Hlavní trenér:  Jorge Sampaoli

| Jméno                 | Datum narození     | Klub                          |          |
| Brankáři              | Brankáři           | Brankáři                      | Brankáři |
| --------------------- | ------------------ | ----------------------------- | -------- |
| Claudio Bravo -       | 13. dubna 1983     | Real Sociedad                 |          |
| Cristopher Toselli    | 22. června 1988    | CD Universidad Católica       |          |
| Johnny Herrera        | 9. května 1981     | Club Universidad de Chile     |          |
| Obránci               |                    |                               |          |
| Eugenio Mena          | 18. července 1988  | Santos FC                     |          |
| Miiko Albornoz        | 3. listopadu 1990  | Malmö FF                      |          |
| José Rojas            | 23. června 1983    | Club Universidad de Chile     |          |
| Gary Medel            | 3. srpna 1987      | Cardiff City FC               |          |
| Gonzalo Jara          | 29. srpna 1985     | Nottingham Forest FC          |          |
| Záložníci             |                    |                               |          |
| Mauricio Isla         | 12. června 1988    | Juventus FC                   |          |
| Francisco Silva       | 11. února 1986     | CA Osasuna                    |          |
| Carlos Carmona        | 21. února 1987     | Atalanta BC                   |          |
| Arturo Vidal          | 22. května 1987    | Juventus FC                   |          |
| Jorge Valdivia        | 3. října 1983      | Sociedade Esportiva Palmeiras |          |
| Fabián Orellana       | 27. ledna 1986     | Celta de Vigo                 |          |
| Jean Beausejour       | 3. června 1984     | Wigan Athletic FC             |          |
| Felipe Gutiérrez      | 8. října 1990      | FC Twente                     |          |
| José Pedro Fuenzalida | 22. února 1985     | Colo-Colo                     |          |
| Charles Aránguiz      | 17. dubna 1989     | Sport Club Internacional      |          |
| Marcelo Díaz          | 30. prosince 1986  | FC Basilej                    |          |
| Útočníci              |                    |                               |          |
| Alexis Sánchez        | 19. prosince 1988  | FC Barcelona                  |          |
| Mauricio Pinilla      | 4. února 1984      | Cagliari Calcio               |          |
| Eduardo Vargas        | 20. listopadu 1989 | Valencia CF                   |          |
| Esteban Paredes       | 1. srpna 1980      | Colo-Colo                     |          |

### Austrálie
Hlavní trenér:  Ange Postecoglou

| Jméno              | Datum narození    | Klub                        |          |
| Brankáři           | Brankáři          | Brankáři                    | Brankáři |
| ------------------ | ----------------- | --------------------------- | -------- |
| Mathew Ryan        | 8. dubna 1992     | Club Brugge KV              |          |
| Mitchell Langerak  | 22. srpna 1988    | Borussia Dortmund           |          |
| Eugene Galekovic   | 12. června 1981   | Adelaide United FC          |          |
| Obránci            |                   |                             |          |
| Ivan Franjic       | 10. září 1987     | Brisbane Roar FC            |          |
| Jason Davidson     | 29. června 1991   | Heracles Almelo             |          |
| Matthew Spiranovic | 27. června 1988   | Western Sydney Wanderers FC |          |
| Bailey Wright      | 28. července 1992 | Preston North End FC        |          |
| Ryan McGowan       | 15. srpna 1989    | Šan-tung Lu-neng Tchaj-šan  |          |
| Alex Wilkinson     | 13. srpna 1984    | Čonbuk Hyundai Motors       |          |
| Záložníci          |                   |                             |          |
| Mark Milligan      | 4. srpna 1985     | Melbourne Victory FC        |          |
| Tommy Oar          | 10. prosince 1991 | FC Utrecht                  |          |
| Oliver Bozanic     | 8. ledna 1989     | FC Luzern                   |          |
| James Troisi       | 3. července 1988  | Melbourne Victory FC        |          |
| Mile Jedinak -     | 3. srpna 1984     | Crystal Palace FC           |          |
| James Holland      | 15. května 1989   | FK Austria Vídeň            |          |
| Matt McKay         | 11. ledna 1983    | Brisbane Roar FC            |          |
| Dario Vidošić      | 8. dubna 1987     | FC Sion                     |          |
| Massimo Luongo     | 25. září 1992     | Swindon Town FC             |          |
| Mark Bresciano     | 11. února 1980    | bez angažmá                 |          |
| Útočníci           |                   |                             |          |
| Tim Cahill         | 6. prosince 1979  | New York Red Bulls          |          |
| Mathew Leckie      | 4. února 1991     | FSV Frankfurt               |          |
| Adam Taggart       | 2. června 1993    | Newcastle Jets FC           |          |
| Ben Halloran       | 14. června 1992   | Fortuna Düsseldorf          |          |

## Skupina C

### Kolumbie
Hlavní trenér:  José Pékerman

| Jméno                   | Datum narození    | Klub                      |          |
| Brankáři                | Brankáři          | Brankáři                  | Brankáři |
| ----------------------- | ----------------- | ------------------------- | -------- |
| David Ospina            | 31. srpna 1988    | OGC Nice                  |          |
| Camilo Vargas           | 9. března 1989    | Independiente Santa Fe    |          |
| Faryd Mondragón         | 21. června 1971   | Deportivo Cali            |          |
| Obránci                 |                   |                           |          |
| Cristián Zapata         | 30. září 1986     | AC Milán                  |          |
| Mario Yepes -           | 13. ledna 1976    | Atalanta BC               |          |
| Santiago Arias          | 13. ledna 1992    | PSV Eindhoven             |          |
| Pablo Armero            | 2. listopadu 1986 | SSC Neapol                |          |
| Éder Álvarez Balanta    | 28. února 1993    | CA River Plate            |          |
| Juan Camilo Zúñiga      | 14. prosince 1985 | SSC Neapol                |          |
| Carlos Enrique Valdés   | 22. května 1985   | CA San Lorenzo de Almagro |          |
| Záložníci               |                   |                           |          |
| Carlos Carbonero        | 25. července 1990 | CA River Plate            |          |
| Carlos Sánchez Moreno   | 6. února 1986     | Elche CF                  |          |
| Abel Aguilar            | 6. ledna 1985     | Toulouse FC               |          |
| James Rodríguez         | 12. července 1991 | AS Monaco FC              |          |
| Juan Guillermo Cuadrado | 26. května 1988   | ACF Fiorentina            |          |
| Fredy Guarín            | 30. června 1986   | FC Inter Milán            |          |
| Alexander Mejía         | 11. července 1988 | Atlético Nacional         |          |
| Juan Fernando Quintero  | 18. ledna 1993    | FC Porto                  |          |
| Útočníci                |                   |                           |          |
| Teófilo Gutiérrez       | 17. května 1985   | CA River Plate            |          |
| Víctor Ibarbo           | 19. května 1990   | Cagliari Calcio           |          |
| Carlos Bacca            | 8. září 1986      | Sevilla FC                |          |
| Adrián Ramos            | 22. ledna 1986    | Hertha BSC                |          |
| Jackson Martínez        | 3. října 1986     | FC Porto                  |          |

### Řecko
Hlavní trenér:  Fernando Santos

| Jméno                    | Datum narození     | Klub                 |          |
| Brankáři                 | Brankáři           | Brankáři             | Brankáři |
| ------------------------ | ------------------ | -------------------- | -------- |
| Orestis Karnezis         | 11. července 1985  | Granada CF           |          |
| Panagiotis Glykos        | 10. října 1986     | PAOK Soluň           |          |
| Stefanos Kapino          | 18. března 1994    | Panathinaikos Athény |          |
| Obránci                  |                    |                      |          |
| Giannis Maniatis         | 12. října 1986     | Olympiakos Pireus    |          |
| Jorgos Tzavellas         | 26. listopadu 1987 | PAOK Soluň           |          |
| Konstantinos Manolas     | 14. června 1991    | Olympiakos Pireus    |          |
| Vangelis Moras           | 26. srpna 1981     | Hellas Verona FC     |          |
| Loukas Vyntra            | 5. února 1981      | Levante UD           |          |
| Vasilis Torosidis        | 10. června 1985    | AS Řím               |          |
| Sokratis Papastathopulos | 9. června 1988     | Borussia Dortmund    |          |
| José Holebas             | 27. června 1984    | Olympiakos Pireus    |          |
| Záložníci                |                    |                      |          |
| Alexandros Tziolis       | 13. února 1985     | Kayserispor          |          |
| Panagiotis Kone          | 26. července 1987  | Bologna FC 1909      |          |
| Jorgos Karagunis -       | 6. března 1977     | Fulham FC            |          |
| Lazaros Christodulopulos | 19. prosince 1986  | Bologna FC 1909      |          |
| Ioannis Fetfatzidis      | 21. prosince 1990  | Janov CFC            |          |
| Konstantinos Katsuranis  | 21. června 1979    | PAOK Soluň           |          |
| Andreas Samaris          | 13. června 1989    | Olympiakos Pireus    |          |
| Panagiotis Tachtsidis    | 15. února 1991     | Turín FC             |          |
| Útočníci                 |                    |                      |          |
| Georgios Samaras         | 21. února 1985     | Celtic FC            |          |
| Konstantinos Mitroglou   | 12. března 1988    | Fulham FC            |          |
| Dimitris Salpingidis     | 18. srpna 1981     | PAOK Soluň           |          |
| Theofanis Gekas          | 23. května 1980    | Konyaspor            |          |

### Pobřeží slonoviny
Hlavní trenér:  Sabri Lamouchi

| Jméno                  | Datum narození     | Klub                    |          |
| Brankáři               | Brankáři           | Brankáři                | Brankáři |
| ---------------------- | ------------------ | ----------------------- | -------- |
| Boubacar Barry         | 30. prosince 1979  | KSC Lokeren             |          |
| Sylvain Gbohouo        | 29. října 1988     | Séwé Sport de San-Pédro |          |
| Sayouba Mandé          | 15. června 1993    | Stabæk Fotball          |          |
| Obránci                |                    |                         |          |
| Ousmane Viera          | 21. prosince 1986  | Çaykur Rizespor         |          |
| Arthur Boka            | 2. dubna 1983      | VfB Stuttgart           |          |
| Kolo Touré             | 19. března 1981    | Liverpool FC            |          |
| Jean-Daniel Akpa-Akpro | 11. října 1992     | Toulouse FC             |          |
| Serge Aurier           | 24. prosince 1992  | Toulouse FC             |          |
| Constant Djakpa        | 17. října 1986     | Eintracht Frankfurt     |          |
| Sol Bamba              | 13. ledna 1985     | Trabzonspor             |          |
| Záložníci              |                    |                         |          |
| Didier Zokora          | 14. prosince 1980  | Trabzonspor             |          |
| Mathis Bolly           | 14. listopadu 1990 | Fortuna Düsseldorf      |          |
| Cheick Tioté           | 21. června 1986    | Newcastle United FC     |          |
| Didier Ya Konan        | 22. května 1984    | Hannover 96             |          |
| Ismaël Diomandé        | 28. srpna 1992     | AS Saint-Étienne        |          |
| Max Gradel             | 30. listopadu 1987 | AS Saint-Étienne        |          |
| Yaya Touré             | 13. května 1983    | Manchester City FC      |          |
| Serey Die              | 7. listopadu 1984  | FC Basilej              |          |
| Útočníci               |                    |                         |          |
| Salomon Kalou          | 5. srpna 1985      | Lille OSC               |          |
| Gervinho               | 27. května 1987    | AS Řím                  |          |
| Didier Drogba -        | 11. března 1978    | Galatasaray SK          |          |
| Wilfried Bony          | 10. prosince 1988  | Swansea City AFC        |          |
| Giovanni Sio           | 31. března 1989    | FC Basilej              |          |

### Japonsko
Hlavní trenér:  Alberto Zaccheroni

| Jméno            | Datum narození     | Klub                 |          |
| Brankáři         | Brankáři           | Brankáři             | Brankáři |
| ---------------- | ------------------ | -------------------- | -------- |
| Eidži Kawašima   | 20. března 1983    | Standard Lutych      |          |
| Šúsaku Nišikawa  | 18. června 1986    | Urawa Red Diamonds   |          |
| Šúiči Gonda      | 3. března 1989     | FC Tokio             |          |
| Obránci          |                    |                      |          |
| Acuto Učida      | 27. března 1988    | FC Schalke 04        |          |
| Gótoku Sakai     | 14. března 1991    | VfB Stuttgart        |          |
| Júto Nagatomo    | 12. září 1986      | FC Inter Milán       |          |
| Masato Morišige  | 21. května 1987    | FC Tokio             |          |
| Jasujuki Konno   | 25. ledna 1983     | Gamba Ósaka          |          |
| Masahiko Inoha   | 28. srpna 1985     | Júbilo Iwata         |          |
| Hiroki Sakai     | 12. dubna 1990     | Hannover 96          |          |
| Maja Jošida      | 24. srpna 1988     | Southampton FC       |          |
| Záložníci        |                    |                      |          |
| Keisuke Honda    | 13. června 1986    | AC Milán             |          |
| Jasuhito Endó    | 28. ledna 1980     | Gamba Ósaka          |          |
| Hiroši Kijotake  | 12. listopadu 1989 | 1. FC Norimberk      |          |
| Šindži Kagawa    | 17. března 1989    | Manchester United FC |          |
| Tošihiro Aojama  | 22. února 1986     | Sanfrecce Hirošima   |          |
| Hotaru Jamaguči  | 6. října 1990      | Cerezo Ósaka         |          |
| Makoto Hasebe -  | 18. ledna 1984     | 1. FC Norimberk      |          |
| Útočníci         |                    |                      |          |
| Šindži Okazaki   | 16. dubna 1986     | 1. FSV Mainz 05      |          |
| Jóičiró Kakitani | 3. ledna 1990      | Cerezo Ósaka         |          |
| Jošito Ókubo     | 9. června 1982     | Kawasaki Frontale    |          |
| Júja Ósako       | 18. května 1990    | TSV 1860 München     |          |
| Manabu Saitó     | 4. dubna 1990      | Jokohama F. Marinos  |          |

## Skupina D

### Uruguay
Hlavní trenér:  Óscar Tabárez

| Jméno                  | Datum narození     | Klub                    |          |
| Brankáři               | Brankáři           | Brankáři                | Brankáři |
| ---------------------- | ------------------ | ----------------------- | -------- |
| Fernando Muslera       | 16. června 1986    | Galatasaray SK          |          |
| Rodrigo Muñoz          | 22. ledna 1982     | Club Libertad           |          |
| Martín Silva           | 25. března 1983    | CR Vasco da Gama        |          |
| Obránci                |                    |                         |          |
| Diego Lugano           | 2. listopadu 1980  | West Bromwich Albion FC |          |
| Diego Godín -          | 16. února 1986     | Atlético Madrid         |          |
| Jorge Fucile           | 19. listopadu 1984 | FC Porto                |          |
| José María Giménez     | 20. ledna 1995     | Atlético Madrid         |          |
| Maximiliano Pereira    | 8. června 1984     | Benfica Lisabon         |          |
| Sebastián Coates       | 7. října 1990      | Nacional Montevideo     |          |
| Martín Cáceres         | 7. dubna 1987      | Juventus FC             |          |
| Záložníci              |                    |                         |          |
| Walter Gargano         | 27. července 1984  | Parma Calcio 1913       |          |
| Álvaro Pereira         | 28. listopadu 1985 | São Paulo FC            |          |
| Cristian Rodríguez     | 30. září 1985      | Atlético Madrid         |          |
| Nicolás Lodeiro        | 21. března 1989    | Botafogo FR             |          |
| Diego Pérez            | 18. května 1980    | Bologna FC 1909         |          |
| Egidio Arévalo         | 1. ledna 1982      | Monarcas Morelia        |          |
| Gastón Ramírez         | 2. prosince 1990   | Southampton FC          |          |
| Álvaro Rafael González | 29. října 1984     | SS Lazio                |          |
| Útočníci               |                    |                         |          |
| Abel Hernández         | 8. srpna 1990      | Palermo SSD             |          |
| Luis Suárez            | 24. ledna 1987     | Liverpool FC            |          |
| Diego Forlán           | 19. května 1979    | Cerezo Ósaka            |          |
| Cristhian Stuani       | 12. října 1986     | RCD Espanyol            |          |
| Edinson Cavani         | 14. února 1987     | Paris Saint-Germain FC  |          |

### Kostarika
Hlavní trenér:  Jorge Luis Pinto

| Jméno              | Datum narození     | Klub               |          |
| Brankáři           | Brankáři           | Brankáři           | Brankáři |
| ------------------ | ------------------ | ------------------ | -------- |
| Keylor Navas       | 15. prosince 1986  | Levante UD         |          |
| Patrick Pemberton  | 24. dubna 1982     | LD Alajuelense     |          |
| Daniel Cambronero  | 8. ledna 1986      | CS Herediano       |          |
| Obránci            |                    |                    |          |
| Johnny Acosta      | 21. července 1983  | LD Alajuelense     |          |
| Giancarlo González | 8. února 1988      | Columbus Crew SC   |          |
| Michael Umaña      | 6. července 1982   | Deportivo Saprissa |          |
| Óscar Duarte       | 3. června 1989     | Club Brugge KV     |          |
| David Myrie        | 1. června 1988     | CS Herediano       |          |
| Waylon Francis     | 2. ledna 1983      | Columbus Crew SC   |          |
| Junior Díaz        | 12. září 1983      | 1. FSV Mainz 05    |          |
| Cristian Gamboa    | 24. října 1989     | Rosenborg BK       |          |
| Roy Miller         | 24. listopadu 1984 | New York Red Bulls |          |
| Záložníci          |                    |                    |          |
| Celso Borges       | 27. května 1988    | AIK Stockholm      |          |
| Christian Bolaños  | 17. května 1984    | FC Kodaň           |          |
| Michael Barrantes  | 10. dubna 1983     | Aalesunds FK       |          |
| Óscar Granados     | 25. října 1985     | CS Herediano       |          |
| Yeltsin Tejeda     | 17. března 1992    | Deportivo Saprissa |          |
| Diego Calvo        | 25. března 1991    | Vålerenga IF       |          |
| José Miguel Cubero | 14. února 1987     | CS Herediano       |          |
| Útočníci           |                    |                    |          |
| Joel Campbell      | 26. června 1992    | Olympiakos Pireus  |          |
| Bryan Ruiz -       | 18. srpna 1985     | PSV Eindhoven      |          |
| Randall Brenes     | 13. srpna 1983     | CS Cartaginés      |          |
| Marco Ureña        | 5. března 1990     | FK Kubáň Krasnodar |          |

### Anglie
Hlavní trenér:  Roy Hodgson

| Jméno                   | Datum narození     | Klub                    |          |
| Brankáři                | Brankáři           | Brankáři                | Brankáři |
| ----------------------- | ------------------ | ----------------------- | -------- |
| Joe Hart                | 19. dubna 1987     | Manchester City FC      |          |
| Ben Foster              | 3. dubna 1983      | West Bromwich Albion FC |          |
| Fraser Forster          | 17. března 1988    | Celtic FC               |          |
| Obránci                 |                    |                         |          |
| Glen Johnson            | 23. srpna 1984     | Liverpool FC            |          |
| Leighton Baines         | 11. prosince 1984  | Everton FC              |          |
| Gary Cahill             | 19. prosince 1985  | Chelsea FC              |          |
| Phil Jagielka           | 17. srpna 1982     | Everton FC              |          |
| Chris Smalling          | 22. listopadu 1989 | Manchester United FC    |          |
| Phil Jones              | 21. února 1992     | Manchester United FC    |          |
| Luke Shaw               | 12. července 1995  | Southampton FC          |          |
| Záložníci               |                    |                         |          |
| Steven Gerrard -        | 30. května 1980    | Liverpool FC            |          |
| Jack Wilshere           | 1. ledna 1992      | Arsenal FC              |          |
| Frank Lampard           | 20. června 1978    | Chelsea FC              |          |
| Jordan Henderson        | 17. června 1990    | Liverpool FC            |          |
| Alex Oxlade-Chamberlain | 15. srpna 1993     | Arsenal FC              |          |
| James Milner            | 4. ledna 1986      | Manchester City FC      |          |
| Raheem Sterling         | 8. prosince 1994   | Liverpool FC            |          |
| Adam Lallana            | 10. května 1988    | Southampton FC          |          |
| Ross Barkley            | 5. prosince 1993   | Everton FC              |          |
| Útočníci                |                    |                         |          |
| Daniel Sturridge        | 1. září 1989       | Liverpool FC            |          |
| Wayne Rooney            | 24. října 1985     | Manchester United FC    |          |
| Danny Welbeck           | 26. listopadu 1990 | Manchester United FC    |          |
| Rickie Lambert          | 16. února 1982     | Southampton FC          |          |

### Itálie
Hlavní trenér:  Cesare Prandelli

| Jméno              | Datum narození     | Klub                   |          |
| Brankáři           | Brankáři           | Brankáři               | Brankáři |
| ------------------ | ------------------ | ---------------------- | -------- |
| Gianluigi Buffon - | 28. ledna 1978     | Juventus FC            |          |
| Salvatore Sirigu   | 12. ledna 1987     | Paris Saint-Germain FC |          |
| Mattia Perin       | 10. listopadu 1992 | Janov CFC              |          |
| Obránci            |                    |                        |          |
| Mattia De Sciglio  | 20. října 1992     | AC Milán               |          |
| Giorgio Chiellini  | 14. srpna 1984     | Juventus FC            |          |
| Matteo Darmian     | 2. prosince 1989   | Turín FC               |          |
| Ignazio Abate      | 11. prosince 1986  | AC Milán               |          |
| Andrea Barzagli    | 8. května 1981     | Juventus FC            |          |
| Leonardo Bonucci   | 1. května 1987     | Juventus FC            |          |
| Gabriel Paletta    | 15. února 1986     | Parma Calcio 1913      |          |
| Záložníci          |                    |                        |          |
| Thiago Motta       | 28. srpna 1982     | Paris Saint-Germain FC |          |
| Antonio Candreva   | 28. února 1987     | SS Lazio               |          |
| Claudio Marchisio  | 19. ledna 1986     | Juventus FC            |          |
| Alberto Aquilani   | 7. července 1984   | ACF Fiorentina         |          |
| Daniele De Rossi   | 24. července 1983  | AS Řím                 |          |
| Marco Parolo       | 25. ledna 1985     | Parma Calcio 1913      |          |
| Andrea Pirlo       | 19. května 1979    | Juventus FC            |          |
| Marco Verratti     | 5. listopadu 1992  | Paris Saint-Germain FC |          |
| Útočníci           |                    |                        |          |
| Mario Balotelli    | 12. srpna 1990     | AC Milán               |          |
| Antonio Cassano    | 12. července 1982  | Parma Calcio 1913      |          |
| Alessio Cerci      | 23. července 1987  | Turín FC               |          |
| Ciro Immobile      | 20. února 1990     | Turín FC               |          |
| Lorenzo Insigne    | 4. června 1991     | SSC Neapol             |          |

## Skupina E

### Švýcarsko
Hlavní trenér:  Ottmar Hitzfeld

| Jméno                | Datum narození     | Klub                     |          |
| Brankáři             | Brankáři           | Brankáři                 | Brankáři |
| -------------------- | ------------------ | ------------------------ | -------- |
| Diego Benaglio       | 8. září 1983       | VfL Wolfsburg            |          |
| Yann Sommer          | 17. prosince 1988  | FC Basilej               |          |
| Roman Bürki          | 14. listopadu 1990 | Grasshopper Club Zürich  |          |
| Obránci              |                    |                          |          |
| Stephan Lichtsteiner | 16. ledna 1984     | Juventus FC              |          |
| Reto Ziegler         | 16. ledna 1986     | US Sassuolo Calcio       |          |
| Philippe Senderos    | 14. ledna 1985     | Valencia CF              |          |
| Steve von Bergen     | 10. června 1983    | BSC Young Boys           |          |
| Michael Lang         | 8. února 1991      | Grasshopper Club Zürich  |          |
| Ricardo Rodríguez    | 25. srpna 1992     | VfL Wolfsburg            |          |
| Johan Djourou        | 18. ledna 1987     | Hamburger SV             |          |
| Fabian Schär         | 20. prosince 1991  | FC Basilej               |          |
| Záložníci            |                    |                          |          |
| Tranquillo Barnetta  | 22. května 1985    | Eintracht Frankfurt      |          |
| Gökhan Inler -       | 27. června 1984    | SSC Neapol               |          |
| Granit Xhaka         | 27. září 1992      | Borussia Mönchengladbach |          |
| Valon Behrami        | 19. dubna 1985     | SSC Neapol               |          |
| Valentin Stocker     | 12. dubna 1989     | FC Basilej               |          |
| Blerim Džemaili      | 12. dubna 1986     | SSC Neapol               |          |
| Gelson Fernandes     | 2. září 1986       | SC Freiburg              |          |
| Xherdan Shaqiri      | 10. října 1991     | FC Bayern Mnichov        |          |
| Útočníci             |                    |                          |          |
| Haris Seferović      | 22. února 1992     | Real Sociedad            |          |
| Mario Gavranović     | 24. listopadu 1989 | FC Curych                |          |
| Admir Mehmedi        | 16. března 1991    | SC Freiburg              |          |
| Josip Drmić          | 8. srpna 1992      | 1. FC Norimberk          |          |

### Ekvádor
Hlavní trenér:  Reinaldo Rueda

| Jméno                   | Datum narození    | Klub                   |          |
| Brankáři                | Brankáři          | Brankáři               | Brankáři |
| ----------------------- | ----------------- | ---------------------- | -------- |
| Máximo Banguera         | 16. prosince 1985 | Barcelona SC           |          |
| Adrián Bone             | 8. září 1988      | CD El Nacional         |          |
| Alexander Domínguez     | 5. června 1987    | LDU Quito              |          |
| Obránci                 |                   |                        |          |
| Jorge Guagua            | 28. září 1981     | CS Emelec              |          |
| Frickson Erazo          | 5. května 1988    | CR Flamengo            |          |
| Juan Carlos Paredes     | 8. července 1987  | Barcelona SC           |          |
| Walter Ayoví            | 11. srpna 1979    | CF Pachuca             |          |
| Óscar Bagüí             | 10. prosince 1982 | CS Emelec              |          |
| Gabriel Achilier        | 24. března 1985   | CS Emelec              |          |
| Záložníci               |                   |                        |          |
| Renato Ibarra           | 20. ledna 1991    | Vitesse                |          |
| Christian Noboa         | 9. dubna 1985     | FK Dynamo Moskva       |          |
| Jefferson Montero       | 1. září 1989      | Monarcas Morelia       |          |
| Édison Méndez           | 16. března 1979   | Independiente Santa Fe |          |
| Joao Rojas              | 14. června 1989   | Cruz Azul              |          |
| Oswaldo Minda           | 26. července 1983 | CD Chivas USA          |          |
| Michael Arroyo          | 23. dubna 1987    | Atlante FC             |          |
| Luis Antonio Valencia - | 4. srpna 1985     | Manchester United FC   |          |
| Luis Saritama           | 20. října 1983    | Barcelona SC           |          |
| Fidel Martínez          | 15. února 1990    | Club Tijuana           |          |
| Carlos Gruezo           | 19. dubna 1995    | VfB Stuttgart          |          |
| Útočníci                |                   |                        |          |
| Felipe Caicedo          | 5. září 1988      | Al Jazira Club         |          |
| Enner Valencia          | 11. dubna 1989    | CF Pachuca             |          |
| Jaime Ayoví             | 21. února 1988    | Club Tijuana           |          |

### Francie
Hlavní trenér:  Didier Deschamps

| Jméno               | Datum narození    | Klub                   |          |
| Brankáři            | Brankáři          | Brankáři               | Brankáři |
| ------------------- | ----------------- | ---------------------- | -------- |
| Hugo Lloris -       | 26. prosince 1986 | Tottenham Hotspur FC   |          |
| Stéphane Ruffier    | 27. září 1986     | AS Saint-Étienne       |          |
| Mickaël Landreau    | 14. května 1979   | SC Bastia              |          |
| Obránci             |                   |                        |          |
| Mathieu Debuchy     | 28. července 1985 | Newcastle United FC    |          |
| Patrice Evra        | 15. května 1981   | Manchester United FC   |          |
| Raphaël Varane      | 25. dubna 1993    | Real Madrid            |          |
| Mamadou Sakho       | 13. února 1990    | Liverpool FC           |          |
| Eliaquim Mangala    | 13. února 1991    | FC Porto               |          |
| Bacary Sagna        | 14. února 1983    | Manchester City FC     |          |
| Lucas Digne         | 20. července 1993 | Paris Saint-Germain FC |          |
| Laurent Koscielny   | 10. září 1985     | Arsenal FC             |          |
| Záložníci           |                   |                        |          |
| Yohan Cabaye        | 14. ledna 1986    | Paris Saint-Germain FC |          |
| Mathieu Valbuena    | 28. září 1984     | Olympique Marseille    |          |
| Antoine Griezmann   | 21. března 1991   | Real Sociedad          |          |
| Rio Mavuba          | 8. března 1984    | Lille OSC              |          |
| Blaise Matuidi      | 9. dubna 1987     | Paris Saint-Germain FC |          |
| Moussa Sissoko      | 16. srpna 1989    | Newcastle United FC    |          |
| Paul Pogba          | 15. března 1993   | Juventus FC            |          |
| Morgan Schneiderlin | 8. listopadu 1989 | Southampton FC         |          |
| Útočníci            |                   |                        |          |
| Rémy Cabella        | 8. března 1990    | Montpellier HSC        |          |
| Olivier Giroud      | 30. září 1986     | Arsenal FC             |          |
| Karim Benzema       | 19. prosince 1987 | Real Madrid            |          |
| Loïc Rémy           | 2. ledna 1987     | Newcastle United FC    |          |

### Honduras
Hlavní trenér:  Luis Fernando Suárez

| Jméno               | Datum narození     | Klub                   |          |
| Brankáři            | Brankáři           | Brankáři               | Brankáři |
| ------------------- | ------------------ | ---------------------- | -------- |
| Luis López          | 13. září 1993      | Real CD España         |          |
| Noel Valladares -   | 3. května 1977     | CD Olimpia             |          |
| Donis Escober       | 3. února 1980      | CD Olimpia             |          |
| Obránci             |                    |                        |          |
| Osman Chávez        | 29. července 1984  | Čching-tao Čung-neng   |          |
| Maynor Figueroa     | 2. května 1983     | Hull City AFC          |          |
| Juan Pablo Montes   | 26. října 1985     | CD Motagua             |          |
| Víctor Bernárdez    | 24. května 1982    | San Jose Earthquakes   |          |
| Juan Carlos García  | 8. března 1988     | Wigan Athletic FC      |          |
| Emilio Izaguirre    | 10. května 1986    | Celtic FC              |          |
| Brayan Beckeles     | 28. listopadu 1985 | CD Olimpia             |          |
| Záložníci           |                    |                        |          |
| Wilson Palacios     | 29. července 1984  | Stoke City FC          |          |
| Mario Martínez      | 30. července 1989  | Real CD España         |          |
| Edder Delgado       | 20. listopadu 1986 | Real CD España         |          |
| Óscar Boniek García | 4. září 1984       | Houston Dynamo FC      |          |
| Roger Espinoza      | 25. října 1986     | Wigan Athletic FC      |          |
| Marvin Chávez       | 3. listopadu 1983  | CD Chivas USA          |          |
| Luis Garrido        | 5. listopadu 1990  | CD Olimpia             |          |
| Jorge Claros        | 8. ledna 1986      | CD Motagua             |          |
| Andy Najar          | 16. března 1993    | RSC Anderlecht         |          |
| Útočníci            |                    |                        |          |
| Jerry Palacios      | 1. listopadu 1981  | LD Alajuelense         |          |
| Jerry Bengtson      | 8. dubna 1987      | New England Revolution |          |
| Carlos Costly       | 18. července 1982  | Real CD España         |          |
| Rony Martínez       | 16. října 1988     | CD Real Sociedad       |          |

## Skupina F

### Argentina
Hlavní trenér:  Alejandro Sabella

| Jméno                   | Datum narození    | Klub                   |          |
| Brankáři                | Brankáři          | Brankáři               | Brankáři |
| ----------------------- | ----------------- | ---------------------- | -------- |
| Sergio Germán Romero    | 22. února 1987    | AS Monaco FC           |          |
| Agustín Orión           | 26. července 1981 | CA Boca Juniors        |          |
| Mariano Andújar         | 30. července 1983 | Catania FC             |          |
| Obránci                 |                   |                        |          |
| Ezequiel Garay          | 10. října 1986    | Benfica Lisabon        |          |
| Hugo Campagnaro         | 27. června 1980   | FC Inter Milán         |          |
| Pablo Zabaleta          | 16. ledna 1985    | Manchester City FC     |          |
| Martín Demichelis       | 20. prosince 1980 | Manchester City FC     |          |
| Marcos Rojo             | 20. března 1990   | Sporting CP            |          |
| Federico Fernández      | 21. února 1989    | SSC Neapol             |          |
| José María Basanta      | 3. dubna 1984     | CF Monterrey           |          |
| Záložníci               |                   |                        |          |
| Fernando Gago           | 10. dubna 1986    | CA Boca Juniors        |          |
| Lucas Biglia            | 30. ledna 1986    | SS Lazio               |          |
| Ángel Di María          | 14. února 1988    | Real Madrid            |          |
| Enzo Pérez              | 22. února 1986    | Benfica Lisabon        |          |
| Maxi Rodríguez          | 2. ledna 1981     | CA Newell's Old Boys   |          |
| Augusto Fernández       | 10. dubna 1986    | Celta de Vigo          |          |
| Javier Mascherano       | 8. června 1984    | FC Barcelona           |          |
| Ricardo Gabriel Álvarez | 12. dubna 1988    | FC Inter Milán         |          |
| Útočníci                |                   |                        |          |
| Gonzalo Higuaín         | 10. prosince 1987 | SSC Neapol             |          |
| Lionel Messi -          | 24. června 1987   | FC Barcelona           |          |
| Rodrigo Palacio         | 5. února 1982     | FC Inter Milán         |          |
| Sergio Agüero           | 2. června 1988    | Manchester City FC     |          |
| Ezequiel Lavezzi        | 3. května 1985    | Paris Saint-Germain FC |          |

### Bosna a Hercegovina
Hlavní trenér:  Safet Sušić

| Jméno              | Datum narození    | Klub                   |          |
| Brankáři           | Brankáři          | Brankáři               | Brankáři |
| ------------------ | ----------------- | ---------------------- | -------- |
| Asmir Begović      | 20. června 1987   | Stoke City FC          |          |
| Jasmin Fejzić      | 15. května 1986   | VfR Aalen              |          |
| Asmir Avdukić      | 13. května 1981   | FK Borac Banja Luka    |          |
| Obránci            |                   |                        |          |
| Ermin Bičakčić     | 24. ledna 1990    | Eintracht Braunschweig |          |
| Emir Spahić -      | 18. srpna 1980    | Bayer 04 Leverkusen    |          |
| Sead Kolašinac     | 20. června 1993   | FC Schalke 04          |          |
| Ognjen Vranješ     | 24. října 1989    | Elazığspor             |          |
| Toni Šunjić        | 15. prosince 1988 | FK Zorja Luhansk       |          |
| Záložníci          |                   |                        |          |
| Avdija Vršajević   | 6. března 1986    | HNK Hajduk Split       |          |
| Muhamed Bešić      | 10. září 1992     | Ferencvárosi TC        |          |
| Miralem Pjanić     | 2. dubna 1990     | AS Řím                 |          |
| Zvjezdan Misimović | 5. června 1982    | Peking Žen-che         |          |
| Mensur Mujdža      | 28. března 1984   | SC Freiburg            |          |
| Izet Hajrović      | 4. srpna 1991     | Galatasaray SK         |          |
| Senad Lulić        | 18. ledna 1986    | SS Lazio               |          |
| Senijad Ibričić    | 26. září 1985     | Kayseri Erciyesspor    |          |
| Haris Medunjanin   | 8. března 1985    | Gaziantepspor          |          |
| Anel Hadžić        | 16. srpna 1989    | SK Sturm Graz          |          |
| Tino-Sven Sušić    | 13. února 1992    | HNK Hajduk Split       |          |
| Sejad Salihović    | 8. října 1984     | TSG 1899 Hoffenheim    |          |
| Útočníci           |                   |                        |          |
| Vedad Ibišević     | 6. srpna 1984     | VfB Stuttgart          |          |
| Edin Džeko         | 17. března 1986   | Manchester City FC     |          |
| Edin Višća         | 17. února 1990    | İstanbul Başakşehir FK |          |

### Írán
Hlavní trenér:  Carlos Queiroz

| Jméno               | Datum narození    | Klub                   |          |
| Brankáři            | Brankáři          | Brankáři               | Brankáři |
| ------------------- | ----------------- | ---------------------- | -------- |
| Rahmán Ahmadí       | 30. července 1986 | Sepahan FC             |          |
| Alírezá Haghíghí    | 2. května 1988    | Sporting Covilhã       |          |
| Dániel Davárí       | 6. ledna 1988     | Eintracht Braunschweig |          |
| Obránci             |                   |                        |          |
| Džalál Hosejní      | 3. února 1982     | Persepolis FC          |          |
| Amír Hosejn Sadeghí | 6. září 1981      | Esteghlal FC           |          |
| Hosejn Mahíní       | 16. září 1986     | Persepolis FC          |          |
| Pažmán Montarezí    | 6. září 1983      | Umm Salal SC           |          |
| Ahmad Alí Namé      | 10. října 1982    | Naft Teherán FC        |          |
| Hášem Beíkzádeh     | 22. ledna 1984    | Esteghlal FC           |          |
| Steven Bajítašúr    | 1. února 1987     | Vancouver Whitecaps FC |          |
| Mehrdád Púládí      | 26. února 1987    | Persepolis FC          |          |
| Záložníci           |                   |                        |          |
| Ehsán Hadžsáfí      | 25. února 1990    | Sepahan FC             |          |
| Džavád Nekúnam -    | 7. října 1980     | Kuwait SC              |          |
| Masúd Šodžáí        | 9. června 1984    | UD Las Palmas          |          |
| Rezá Haghíghí       | 1. února 1989     | Persepolis FC          |          |
| Kásem Haddádifár    | 12. července 1983 | Zob Ahan FC            |          |
| Andranik Tejmurijan | 6. března 1983    | Esteghlal FC           |          |
| Bachtijár Rahmání   | 23. září 1991     | Fúlad Chúzistán FC     |          |
| Aškan Dadžagá       | 5. července 1986  | Fulham FC              |          |
| Útočníci            |                   |                        |          |
| Chosrou Hajdárí     | 14. září 1983     | Esteghlal FC           |          |
| Alireza Džahanbachš | 11. srpna 1993    | NEC Nijmegen           |          |
| Karím Ansárífárd    | 3. dubna 1990     | Tractor Sazi FC        |          |
| Rezá Ghúčanedžhád   | 20. září 1987     | Charlton Athletic FC   |          |

### Nigérie
Hlavní trenér:  Stephen Keshi

| Jméno             | Datum narození     | Klub                |          |
| Brankáři          | Brankáři           | Brankáři            | Brankáři |
| ----------------- | ------------------ | ------------------- | -------- |
| Vincent Enyeama - | 29. srpna 1982     | Lille OSC           |          |
| Austin Ejide      | 8. dubna 1984      | Hapoel Beer Ševa FC |          |
| Chigozie Agbim    | 28. listopadu 1984 | Gombe United FC     |          |
| Obránci           |                    |                     |          |
| Joseph Yobo       | 6. září 1980       | Norwich City FC     |          |
| Efe Ambrose       | 18. října 1988     | Celtic FC           |          |
| Azubuike Egwuekwe | 16. července 1989  | Warri Wolves FC     |          |
| Kunle Odunlami    | 5. března 1990     | Sunshine Stars FC   |          |
| Juwon Oshaniwa    | 14. září 1990      | FC Ashdod           |          |
| Godfrey Oboabona  | 16. srpna 1990     | Çaykur Rizespor     |          |
| Kenneth Omeruo    | 17. října 1993     | Middlesbrough FC    |          |
| Záložníci         |                    |                     |          |
| Ejike Uzoenyi     | 23. března 1988    | Enegu Rangers       |          |
| Reuben Gabriel    | 25. září 1990      | Waasland-Beveren    |          |
| John Obi Mikel    | 22. dubna 1987     | Chelsea FC          |          |
| Victor Moses      | 12. října 1990     | Liverpool FC        |          |
| Ramon Azeez       | 12. prosince 1992  | UD Almería          |          |
| Ogenyi Onazi      | 25. prosince 1992  | SS Lazio            |          |
| Michel Babatunde  | 24. prosince 1992  | FK Volyň Luck       |          |
| Útočníci          |                    |                     |          |
| Ahmed Musa        | 14. října 1992     | PFK CSKA Moskva     |          |
| Peter Odemwingie  | 15. července 1981  | Stoke City FC       |          |
| Emmanuel Emenike  | 10. května 1987    | Fenerbahçe SK       |          |
| Uche Nwofor       | 17. září 1991      | SC Heerenveen       |          |
| Michael Uchebo    | 2. února 1990      | Cercle Brugge KSV   |          |
| Shola Ameobi      | 12. října 1981     | Newcastle United FC |          |

## Skupina G

### Německo
Hlavní trenér:  Joachim Löw

| Jméno                  | Datum narození     | Klub                     |          |
| Brankáři               | Brankáři           | Brankáři                 | Brankáři |
| ---------------------- | ------------------ | ------------------------ | -------- |
| Manuel Neuer           | 27. března 1986    | FC Bayern Mnichov        |          |
| Ron-Robert Zieler      | 12. února 1989     | Hannover 96              |          |
| Roman Weidenfeller     | 6. srpna 1980      | Borussia Dortmund        |          |
| Obránci                |                    |                          |          |
| Kevin Großkreutz       | 19. července 1988  | Borussia Dortmund        |          |
| Benedikt Höwedes       | 29. února 1988     | FC Schalke 04            |          |
| Mats Hummels           | 16. prosince 1988  | Borussia Dortmund        |          |
| Erik Durm              | 12. května 1992    | Borussia Dortmund        |          |
| Philipp Lahm -         | 11. listopadu 1983 | FC Bayern Mnichov        |          |
| Per Mertesacker        | 29. září 1984      | Arsenal FC               |          |
| Jérôme Boateng         | 3. září 1988       | FC Bayern Mnichov        |          |
| Shkodran Mustafi       | 17. dubna 1992     | UC Sampdoria             |          |
| Záložníci              |                    |                          |          |
| Matthias Ginter        | 19. ledna 1994     | SC Freiburg              |          |
| Sami Khedira           | 4. dubna 1987      | Real Madrid              |          |
| Bastian Schweinsteiger | 1. srpna 1984      | FC Bayern Mnichov        |          |
| Mesut Özil             | 15. října 1988     | Arsenal FC               |          |
| André Schürrle         | 6. listopadu 1990  | Chelsea FC               |          |
| Lukas Podolski         | 4. června 1985     | Arsenal FC               |          |
| Thomas Müller          | 13. září 1989      | FC Bayern Mnichov        |          |
| Julian Draxler         | 20. září 1993      | FC Schalke 04            |          |
| Toni Kroos             | 4. ledna 1990      | FC Bayern Mnichov        |          |
| Mario Götze            | 3. června 1992     | FC Bayern Mnichov        |          |
| Christoph Kramer       | 19. února 1991     | Borussia Mönchengladbach |          |
| Útočníci               |                    |                          |          |
| Miroslav Klose         | 9. června 1978     | SS Lazio                 |          |

### Portugalsko
Hlavní trenér:  Paulo Bento

| Jméno                         | Datum narození     | Klub                     |          |
| Brankáři                      | Brankáři           | Brankáři                 | Brankáři |
| ----------------------------- | ------------------ | ------------------------ | -------- |
| Eduardo Carvalho              | 19. září 1982      | SC Braga                 |          |
| Rui Patrício                  | 15. února 1988     | Sporting CP              |          |
| Beto                          | 1. května 1982     | Sevilla FC               |          |
| Obránci                       |                    |                          |          |
| Bruno Alves                   | 27. listopadu 1981 | Fenerbahçe SK            |          |
| Pepe                          | 26. února 1983     | Real Madrid              |          |
| Fábio Coentrão                | 11. března 1988    | Real Madrid              |          |
| Ricardo Costa                 | 16. května 1981    | Valencia CF              |          |
| Luís Neto                     | 26. května 1988    | FK Zenit Sankt-Petěrburg |          |
| André Almeida                 | 10. září 1990      | Benfica Lisabon          |          |
| João Pereira                  | 5. února 1984      | Valencia CF              |          |
| Záložníci                     |                    |                          |          |
| Miguel Veloso                 | 11. května 1986    | FK Dynamo Kyjev          |          |
| William Carvalho              | 7. dubna 1993      | Sporting CP              |          |
| João Moutinho                 | 8. září 1986       | AS Monaco FC             |          |
| Vieirinha                     | 24. ledna 1986     | VfL Wolfsburg            |          |
| Rafa Silva                    | 17. května 1993    | SC Braga                 |          |
| Raul Meireles                 | 17. března 1983    | Fenerbahçe SK            |          |
| Nani                          | 17. listopadu 1986 | Manchester United FC     |          |
| Silvestre Varela              | 2. února 1985      | FC Porto                 |          |
| Rúben Amorim                  | 27. ledna 1985     | Benfica Lisabon          |          |
| Útočníci                      |                    |                          |          |
| Cristiano Ronaldo -           | 5. února 1985      | Real Madrid              |          |
| Hugo Almeida                  | 23. května 1984    | Beşiktaş JK              |          |
| Éderzito António Macedo Lopes | 22. prosince 1987  | SC Braga                 |          |
| Hélder Postiga                | 2. srpna 1982      | SS Lazio                 |          |

### Ghana
Hlavní trenér:  James Kwesi Appiah

| Jméno                  | Datum narození     | Klub                        |          |
| Brankáři               | Brankáři           | Brankáři                    | Brankáři |
| ---------------------- | ------------------ | --------------------------- | -------- |
| Stephen Adams          | 28. září 1989      | Aduana FC                   |          |
| Adam Kwarasey          | 12. prosince 1987  | Strømsgodset IF             |          |
| Fatau Dauda            | 6. dubna 1985      | Orlando Pirates             |          |
| Obránci                |                    |                             |          |
| Samuel Inkoom          | 1. června 1989     | PAE Platanias Chanion       |          |
| Daniel Opare           | 18. října 1990     | Standard Lutych             |          |
| Rashid Sumaila         | 18. prosince 1992  | Mamelodi Sundowns FC        |          |
| Jonathan Mensah        | 13. července 1990  | Evian Thonon Gaillard FC    |          |
| John Boye              | 23. dubna 1987     | Stade Rennais FC            |          |
| Harrison Afful         | 24. července 1986  | Espérance Sportive de Tunis |          |
| Záložníci              |                    |                             |          |
| Michael Essien         | 3. prosince 1982   | AC Milán                    |          |
| Afriyie Acquah         | 5. ledna 1992      | Parma Calcio 1913           |          |
| Emmanuel Agyemang-Badu | 2. prosince 1990   | Udinese Calcio              |          |
| Kevin-Prince Boateng   | 6. března 1987     | FC Schalke 04               |          |
| André Ayew             | 17. prosince 1989  | Olympique Marseille         |          |
| Sulley Muntari         | 27. srpna 1984     | AC Milán                    |          |
| Albert Adomah          | 13. prosince 1987  | Middlesbrough FC            |          |
| Mohammed Rabiu         | 31. prosince 1989  | FK Kubáň Krasnodar          |          |
| Kwadwo Asamoah         | 9. prosince 1988   | Juventus FC                 |          |
| Wakaso Mubarak         | 25. července 1990  | FK Rubin Kazaň              |          |
| Útočníci               |                    |                             |          |
| Asamoah Gyan -         | 22. listopadu 1985 | Al Ajn FC                   |          |
| Christian Atsu         | 10. ledna 1992     | Vitesse                     |          |
| Jordan Ayew            | 11. září 1991      | FC Sochaux-Montbéliard      |          |
| Majeed Waris           | 19. září 1991      | Valenciennes FC             |          |

### USA
Hlavní trenér:  Jürgen Klinsmann

| Jméno             | Datum narození     | Klub                 |          |
| Brankáři          | Brankáři           | Brankáři             | Brankáři |
| ----------------- | ------------------ | -------------------- | -------- |
| Tim Howard        | 6. března 1979     | Everton FC           |          |
| Brad Guzan        | 9. září 1984       | Aston Villa FC       |          |
| Nick Rimando      | 17. června 1979    | Real Salt Lake       |          |
| Obránci           |                    |                      |          |
| DeAndre Yedlin    | 9. července 1993   | Seattle Sounders FC  |          |
| Omar Gonzalez     | 11. října 1988     | Los Angeles Galaxy   |          |
| Matt Besler       | 11. února 1987     | Sporting Kansas City |          |
| John Brooks       | 28. ledna 1993     | Hertha BSC           |          |
| DaMarcus Beasley  | 24. května 1982    | Club Puebla          |          |
| Geoff Cameron     | 11. července 1985  | Stoke City FC        |          |
| Timothy Chandler  | 29. března 1990    | 1. FC Norimberk      |          |
| Fabian Johnson    | 11. prosince 1987  | TSG 1899 Hoffenheim  |          |
| Záložníci         |                    |                      |          |
| Michael Bradley   | 31. července 1987  | Toronto FC           |          |
| Mikkel Diskerud   | 2. října 1990      | Rosenborg BK         |          |
| Alejandro Bedoya  | 29. dubna 1987     | FC Nantes            |          |
| Jermaine Jones    | 3. listopadu 1981  | Beşiktaş JK          |          |
| Brad Davis        | 8. listopadu 1981  | Houston Dynamo FC    |          |
| Kyle Beckerman    | 23. dubna 1982     | Real Salt Lake       |          |
| Julian Green      | 6. června 1995     | FC Bayern Mnichov    |          |
| Graham Zusi       | 18. srpna 1986     | Sporting Kansas City |          |
| Útočníci          |                    |                      |          |
| Clint Dempsey -   | 9. března 1983     | Seattle Sounders FC  |          |
| Aron Jóhannsson   | 10. listopadu 1990 | AZ Alkmaar           |          |
| Jozy Altidore     | 6. listopadu 1989  | Sunderland AFC       |          |
| Chris Wondolowski | 28. ledna 1983     | San Jose Earthquakes |          |

## Skupina H

### Belgie
Hlavní trenér:  Marc Wilmots

| Jméno                | Datum narození     | Klub                     |          |
| Brankáři             | Brankáři           | Brankáři                 | Brankáři |
| -------------------- | ------------------ | ------------------------ | -------- |
| Thibaut Courtois     | 11. května 1992    | Atlético Madrid          |          |
| Simon Mignolet       | 6. března 1988     | Liverpool FC             |          |
| Sammy Bossut         | 11. srpna 1985     | SV Zulte-Waregem         |          |
| Obránci              |                    |                          |          |
| Toby Alderweireld    | 2. března 1989     | Atlético Madrid          |          |
| Thomas Vermaelen     | 14. listopadu 1985 | Arsenal FC               |          |
| Vincent Kompany -    | 10. dubna 1986     | Manchester City FC       |          |
| Jan Vertonghen       | 24. dubna 1987     | Tottenham Hotspur FC     |          |
| Daniel Van Buyten    | 7. února 1978      | FC Bayern Mnichov        |          |
| Nicolas Lombaerts    | 20. března 1985    | FK Zenit Sankt-Petěrburg |          |
| Anthony Vanden Borre | 24. října 1987     | RSC Anderlecht           |          |
| Laurent Ciman        | 5. srpna 1985      | Standard Lutych          |          |
| Záložníci            |                    |                          |          |
| Axel Witsel          | 12. ledna 1989     | FK Zenit Sankt-Petěrburg |          |
| Kevin De Bruyne      | 28. června 1991    | VfL Wolfsburg            |          |
| Marouane Fellaini    | 22. listopadu 1987 | Manchester United FC     |          |
| Eden Hazard          | 7. ledna 1991      | Chelsea FC               |          |
| Kevin Mirallas       | 5. října 1987      | Everton FC               |          |
| Steven Defour        | 15. dubna 1988     | FC Porto                 |          |
| Adnan Januzaj        | 5. února 1995      | Manchester United FC     |          |
| Útočníci             |                    |                          |          |
| Romelu Lukaku        | 13. května 1993    | Everton FC               |          |
| Dries Mertens        | 6. května 1987     | SSC Neapol               |          |
| Divock Origi         | 18. dubna 1995     | Lille OSC                |          |
| Moussa Dembélé       | 16. července 1987  | Tottenham Hotspur FC     |          |
| Nacer Chadli         | 2. srpna 1989      | Tottenham Hotspur FC     |          |

### Alžírsko
Hlavní trenér:  Vahid Halilhodžić

| Jméno              | Datum narození     | Klub                 |          |
| Brankáři           | Brankáři           | Brankáři             | Brankáři |
| ------------------ | ------------------ | -------------------- | -------- |
| Cédric Si Muhammad | 9. ledna 1985      | CS Constantine       |          |
| Muhammad Zimmamúš  | 19. března 1985    | USM Alger            |          |
| Raís Mbuhli        | 25. října 1986     | PFK CSKA Sofia       |          |
| Obránci            |                    |                      |          |
| Madžíd Búghirra -  | 7. srpna 1982      | Lekhwiya SC          |          |
| Fauzí Ghulám       | 1. února 1991      | SSC Neapol           |          |
| Saíd Bilkalím      | 1. ledna 1989      | Watford FC           |          |
| Rafík Hallíš       | 2. září 1986       | Académica de Coimbra |          |
| Džamil Misbáh      | 9. října 1984      | US Livorno 1915      |          |
| Carl Medžání       | 15. května 1985    | Valenciennes FC      |          |
| Ljasín Cadamuro    | 5. března 1988     | RCD Mallorca         |          |
| Ajsa Mandí         | 22. října 1991     | Stade Reims          |          |
| Záložníci          |                    |                      |          |
| Hasan Jibdá        | 14. května 1984    | Udinese Calcio       |          |
| Mahdí Lasín        | 15. května 1984    | Getafe CF            |          |
| Jasín Brahímí      | 8. února 1990      | Granada CF           |          |
| Nabíl bin Tálib    | 24. listopadu 1994 | Tottenham Hotspur FC |          |
| Safír Tajdir       | 29. února 1992     | FC Inter Milán       |          |
| Mahdí Mustafá      | 30. srpna 1983     | AC Ajaccio           |          |
| Útočníci           |                    |                      |          |
| Nabíl Ghilas       | 20. dubna 1990     | FC Porto             |          |
| Sufján Fighúlí     | 26. prosince 1989  | Valencia CF          |          |
| Islám Slimaní      | 18. června 1988    | Sporting CP          |          |
| Arbí Hilál Súdání  | 25. listopadu 1987 | GNK Dinamo Záhřeb    |          |
| Abdal Múmin Džabú  | 31. ledna 1987     | Club Africain        |          |
| Rijád Mahriz       | 21. února 1991     | Leicester City FC    |          |

### Rusko
Hlavní trenér:  Fabio Capello

| Jméno                | Datum narození     | Klub                     |          |
| Brankáři             | Brankáři           | Brankáři                 | Brankáři |
| -------------------- | ------------------ | ------------------------ | -------- |
| Igor Akinfejev       | 8. dubna 1986      | PFK CSKA Moskva          |          |
| Jurij Lodygin        | 26. května 1990    | FK Zenit Sankt-Petěrburg |          |
| Sergej Ryžikov       | 19. září 1980      | FK Rubin Kazaň           |          |
| Obránci              |                    |                          |          |
| Alexej Kozlov        | 25. prosince 1986  | FK Dynamo Moskva         |          |
| Georgij Ščennikov    | 27. dubna 1991     | PFK CSKA Moskva          |          |
| Sergej Ignaševič     | 14. července 1979  | PFK CSKA Moskva          |          |
| Andrej Semjonov      | 24. března 1989    | RFK Achmat Groznyj       |          |
| Vladimir Granat      | 22. května 1987    | FK Dynamo Moskva         |          |
| Vasilij Berezuckij - | 20. června 1982    | PFK CSKA Moskva          |          |
| Jurij Žirkov         | 20. srpna 1983     | FK Dynamo Moskva         |          |
| Andrej Ješčenko      | 9. února 1984      | FK Anži Machačkala       |          |
| Záložníci            |                    |                          |          |
| Igor Děnisov         | 17. května 1984    | FK Dynamo Moskva         |          |
| Děnis Glušakov       | 27. ledna 1987     | FK Spartak Moskva        |          |
| Alan Dzagojev        | 17. června 1990    | PFK CSKA Moskva          |          |
| Pavel Mogilevec      | 25. ledna 1993     | FK Rubin Kazaň           |          |
| Oleg Šatov           | 29. července 1990  | FK Zenit Sankt-Petěrburg |          |
| Alexandr Samedov     | 19. července 1984  | FK Lokomotiv Moskva      |          |
| Viktor Fajzulin      | 22. dubna 1986     | FK Zenit Sankt-Petěrburg |          |
| Alexej Ionov         | 18. února 1989     | FK Dynamo Moskva         |          |
| Dmitrij Kombarov     | 22. ledna 1987     | FK Spartak Moskva        |          |
| Útočníci             |                    |                          |          |
| Maxim Kanunnikov     | 14. července 1991  | FK Rubin Kazaň           |          |
| Alexandr Kokorin     | 19. března 1991    | FK Dynamo Moskva         |          |
| Alexandr Keržakov    | 27. listopadu 1982 | FK Zenit Sankt-Petěrburg |          |

### Jižní Korea
Hlavní trenér:  Hong Mjong-po

| Jméno           | Datum narození    | Klub                    |          |
| Brankáři        | Brankáři          | Brankáři                | Brankáři |
| --------------- | ----------------- | ----------------------- | -------- |
| Čung Song-rjong | 4. ledna 1985     | Suwon Samsung Bluewings |          |
| Kim Sung-kju    | 30. září 1990     | Ulsan HD FC             |          |
| I Pom-jong      | 2. dubna 1989     | Pusan IPark             |          |
| Obránci         |                   |                         |          |
| Kim Čchang-su   | 12. září 1985     | Kašiwa Reysol           |          |
| Jun Sok-jong    | 13. února 1990    | Queens Park Rangers FC  |          |
| Kwak Te-hi      | 8. července 1981  | Al Hilal FC             |          |
| Kim Jong-kwon   | 27. února 1990    | Kuang-čou FC            |          |
| Hwang Sok-ho    | 27. června 1989   | Sanfrecce Hirošima      |          |
| I Jong          | 24. prosince 1986 | Ulsan HD FC             |          |
| Hong Čong-ho    | 12. srpna 1989    | FC Augsburg             |          |
| Pak Ču-ho       | 16. ledna 1987    | 1. FSV Mainz 05         |          |
| Záložníci       |                   |                         |          |
| Kim Po-kjong    | 6. října 1989     | Cardiff City FC         |          |
| Ha Te-song      | 2. března 1985    | Peking Čung-che Kuo-an  |          |
| Son Hung-min    | 8. července 1992  | Bayer 04 Leverkusen     |          |
| Ku Ča-čchol -   | 27. února 1989    | 1. FSV Mainz 05         |          |
| Han Kuk-jong    | 19. dubna 1990    | Kašiwa Reysol           |          |
| Pak Čong-u      | 10. března 1989   | Kuang-čou City FC       |          |
| Ki Song-jong    | 24. ledna 1989    | Sunderland AFC          |          |
| I Čchong-jong   | 2. července 1988  | Bolton Wanderers FC     |          |
| Útočníci        |                   |                         |          |
| Pak Ču-jong     | 10. července 1985 | Watford FC              |          |
| I Kun-ho        | 11. dubna 1985    | Kimčchon Sangmu FC      |          |
| Kim Šin-uk      | 14. dubna 1988    | Ulsan HD FC             |          |
| Či Tong-won     | 28. května 1991   | FC Augsburg             |          |